# Melissodes stearnsi
Melissodes stearnsi là một loài Hymenoptera trong họ Apidae. Loài này được Cockerell mô tả khoa học năm 1905.